# Gmina Struga
Gmina Struga (mac. Општина Струга) – gmina miejska w zachodniej Macedonii Północnej.
Graniczy z gminami: Debarca od wschodu, Centar Żupa od północy, Wewczani i z Albanią od zachodu oraz z jeziorem Ochrydzkim od południa.
Skład etniczny
- 56,84% – Albańczycy
- 32,08% – Macedończycy
- 5,72% – Turcy
- 1,03% – Arumuni
- 4,33% – pozostali

W skład gminy wchodzą:
- miasto: Struga;
- 50 wsi: Bezowo, Bidżewo, Bogojci, Boroec, Brczewo, Burinec, Dełogożdi, Draslajca, Dołna Belica, Dołno Tateszi, Dobowjani, Drenok, Dżepin, Frangowo, Głoboczica, Gorna Belica, Gorno Tateszi, Jabłanica, Kaliszta, Korosziszta, Labuništa, Lakaica, Liwada, Łokow, Łożani, Łukowo, Małi Właj, Misleszewo, Mislodeżda, Modricz, Moroiszta, Nerezi, Novo Seło, Oktisi, Piskupsztina, Podgorci, Poum, Prisowjani, Radoliszta, Radożda, Rżanowo, Sełci, Szum, Taszmaruniszta, Toska, Wełeszta, Wiszni, Wraniszta, Zagraczani, Zbażdi.